# Чай (растение)
Чай, ча́йный куст, или каме́лия кита́йская (лат. Caméllia sinénsis, кит. 茶 «ча», яп. 茶 «тя») — растение; вид рода Камелия семейства Чайные (Theaceae).

## Распространение и экология
Место появления — тропические и субтропические горные леса Юго-Восточной Азии (Индокитай).
В диком виде чайный куст был обнаружен в Верхнем Ассаме и на острове Хайнань.
Чайный куст впервые стали культивировать в Китае, откуда он попал в Японию. В 1824 году голландцы стали культивировать чай на острове Ява, а в 1834 году англичане — в Гималаях. В настоящее время главнейшие культуры чая сосредоточены в Китае, Индии, Японии, Индонезии, в Шри-Ланке (на Цейлоне), в Африке (в Кении и Натале), в Южной Америке. В Европе растёт под открытым небом в России (Краснодарский край), на Кавказе (Грузия, Азербайджан), в южной Англии, Португалии, Сицилии, западной Франции.

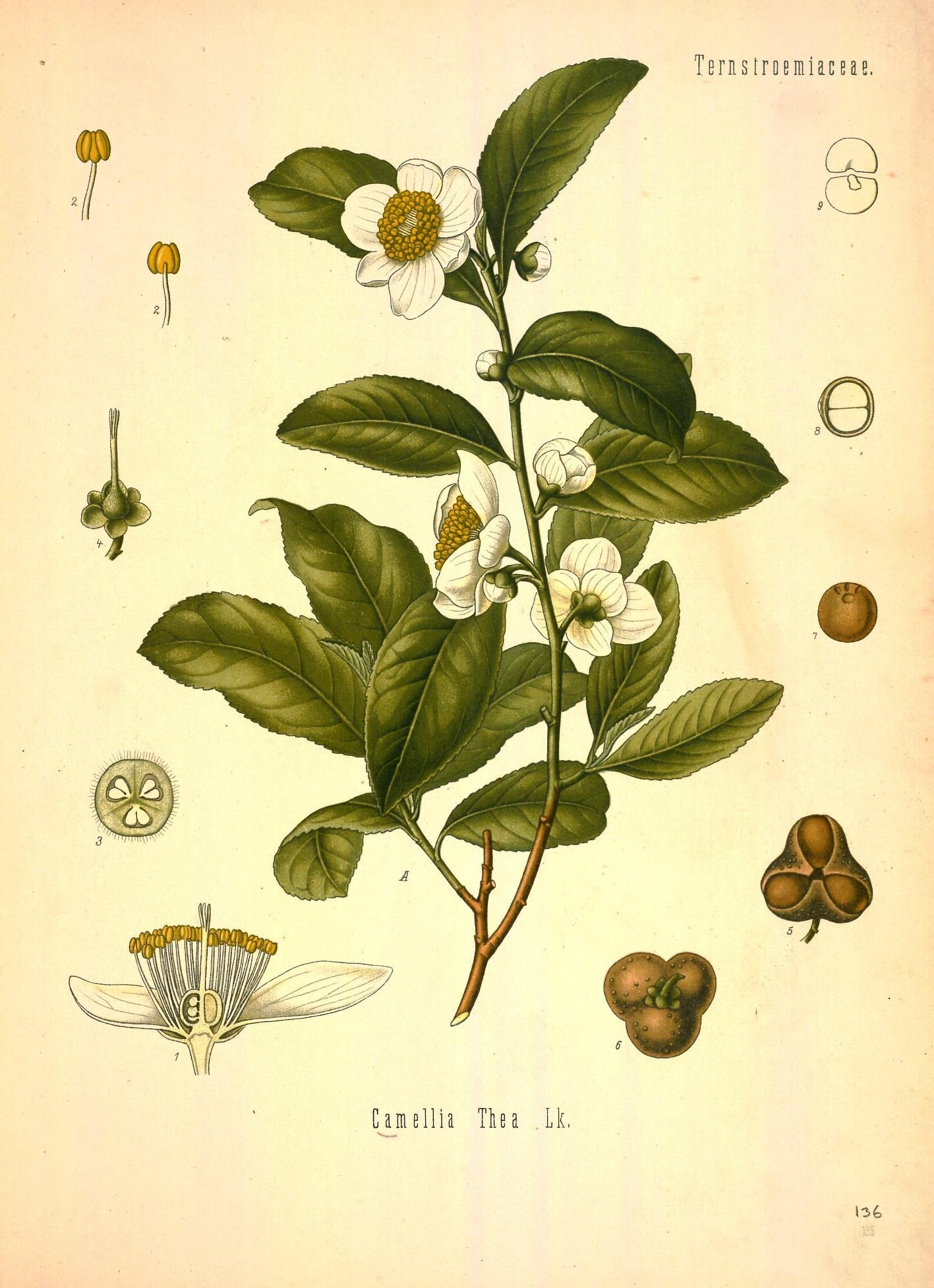

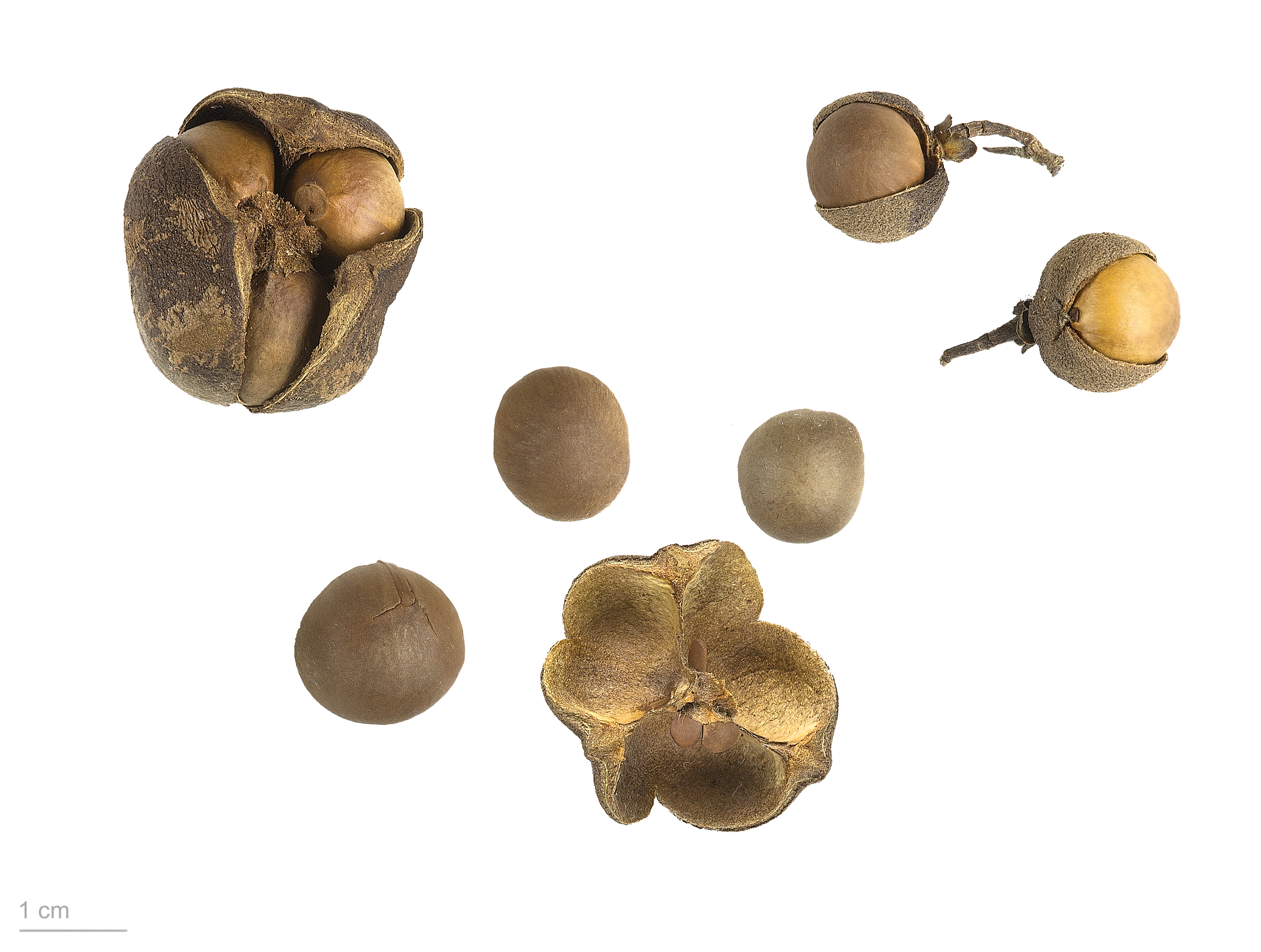
Плоды и семена

## Ботаническое описание
Вечнозелёный кустарник или небольшое дерево высотой до 10 м и более (в случае семянных деревьев) с отстоящими ветвями.
Листья кожистые очерёдные, овальные или удлинённо-овальные, к верхушке суженные, короткочерешковые, сверху тёмно-, снизу светло-зелёные, длиной 5—7, шириной 3,5—4 см, в молодом состоянии слегка серебристо-опушённые. Край листа зубчатый. В мякоти листьев имеются ветвистые опорные склереиды.
Цветки душистые, одиночные или сидят по 2-4 в пазухах листьев. Прицветники и цветолистики расположены по спирали. Чашечка сростнолистная из пяти-семи чашелистиков, почти округлых, остающихся при плоде; венчик в поперечнике 2,5—3 см, опадающий после цветения, из пяти-девяти белых с желтовато-розовым оттенком лепестков, в основании сросшихся между собой и чашечкой. Тычинки в двух кругах: наружные срастаются тычиночными нитями и прирастают к лепесткам, внутренние — свободные; пыльники мелкие, яйцевидные. Гинецей ценокарпный, со столбиками, сросшимися до середины.
Формула цветка: {\displaystyle \mathrm {\ast \;Ca_{(5-7)}\;Co_{(5-9)}\;A_{(\infty )+\infty }\;G_{({\underline {3}})}} }.
Плод — приплюснутая 3—5-створчатая деревянистая коробочка. Семена округлые, тёмно-коричневые, длиной 10-13 мм, толщиной 1 мм.
Цветёт с августа до поздней осени. Плодоносит в октябре — декабре.

## Химический состав
Листья содержат 9—36 % дубильных веществ, среди них до 26 % растворимых и до 10 % нерастворимых, смолы, нуклеопротеиды, содержащие железо и марганец. В состав растворимых дубильных веществ входят галлокатехингаллат, L-эпиатехингаллат, L-эпигаллокатехин, L-галлокатехингаллат и L-эпикатехин, свободная галловая кислота и другие вещества. В листьях найдены также алкалоиды — кофеин (1,5—3,5 %), теофиллин, теобромин, ксантин, аденин, гипоксантин, параксантин, метилксантин, изатин и другие органические основания. Обнаружены флавоноиды — кемпферол, 3-рамногликозид кемпферола, кверцетин, кверцитрин, изокверцитрин, рутин и др.
В стеблях, корнях и семенах содержатся стероидные сапонины. В семенах 22—25 % жирного масла, 30 % крахмала и стерины — стигмастерин и β, γ-ситостерин, до 8,5 % белка. В листьях имеются также кумарины, витамины — аскорбиновая кислота (более 0,230 %), тиамин, рибофлавин, пиридоксин, филлохинон, никотиновая и пантотеновая кислоты, эфирное масло.
В состав эфирного масла из свежих неферментированных листьев (выход 0,007—0,014 %) входят (Z)-3-гексенол-1 (66 %), метиловый спирт, гексен-2-аль, изомасляный и изовалериановый альдегиды, уксусная, пропионовая, масляная, капроновая и пальмитиновая кислоты, метиловый эфир салициловой кислоты.
Эфирное масло из зелёных ферментированных листьев (выход 0,003—0,006 %) состоит из (Z)-3-гексенола-1 (25 %), гексанола-1, метилового спирта, октанола-1, гераниола, линалоола, цитронеллола, бензилового, фенилэтилового спирта, вторичных спиртов, бутаналь, изобутаналь, изовалерианового альдегидов, гексен-2-аля-1, бензальдегида, ацетофенона, 4-гидроксибензальацетона, крезола, фенола, уксусной, масляной, капроновой, салициловой и фенилуксусной кислот и метилсалицилата.
Составные части эфирного масла из чёрного чая: цитронеллол, гераниол, линалоол, вторичный терпеновый спирт, бензиловый, фенилэтиловый, бутиловый, изобутиловый, изоамиловый, гексиловый, октиловый и 3-метилбутиловый спирты, альдегиды (капроновый, изовалериановый, бензальдегид), пропионовая, изовалериановая, каприловая и пальмитиновая кислоты и сложные эфиры этих кислот.

## Значение и применение
Семена чая в Японии и Китае используют для получения жирного масла. Очищенное масло употребляют в пищу, неочищенное идёт на технические нужды.

### Применение в кулинарии
Из листьев чая путём сложной обработки получают общеизвестный сухой чай, используемый для приготовления чайного напитка. Наиболее важными составными частями чайного напитка (чая) являются дубильные вещества, кофеин и эфирное масло. От этих веществ зависят вкус, цвет, аромат и лечебные свойства чая. Дубильные вещества и катехины придают чаю горьковатый и вяжущий вкус, а эфирное масло — тонкий душистый аромат. Бодрящее действие чая обусловлено кофеином.
Способы употребления чая разнообразны. В Центральной Азии из плиточного чая варят похлёбку с солью, жиром и молоком (иногда добавляют овечью кровь). В Средней Азии местами пьют зелёный чай с солью, на Тибете — с добавкой прогорклого масла. В Англии и во многих районах России предпочитают крепкий настой чая, разбавленный молоком или сливками.
Чай используется в ликёро-водочной промышленности.

### Применение в медицине
Значительная часть листьев и веток чая, срезанных при уходе за плантациями чайного куста (при формовке), а также чайная пыль, образующаяся на чаеразвесочных фабриках, используются в качестве сырья для заводского добывания алкалоидов кофеина и теофиллина. Кофеин является важным лекарственным средством. Он действует возбуждающе и тонизирующе на центральную нервную систему, улучшает умственную и физическую деятельность, является мочегонным и средством от мигрени. Теофиллин применяют как средство, улучшающее коронарное кровообращение, как мочегонное при нарушениях кровообращения сердечного и почечного происхождения. Алкалоиды чая входят в ряд препаратов (эуфиллин, диуретин и др.), применяемых при коронарной недостаточности, гипертонической болезни, бронхиальной астме, стенокардии, отёках сердечного происхождения и др. В настоящее время кофеин получают в основном синтетически.
Кроме того, из старых листьев чая и чайной пыли получают комплекс катехинов с Р-витаминной активностью, используемый при нарушениях проницаемости и повышенной ломкости сосудов, геморрагических диатезах, кровоизлияниях в сетчатку глаза, при лучевой терапии, гипертонической болезни и др. Благодаря наличию кофеина и дубильных веществ чайный напиток и выделенный алкалоид кофеин используются как противоядие при отравлении ядами, наркотическими веществами и алкоголем.

## Классификация

### Таксономия
Вид Камелия китайская входит в род Камелия (Camellia) семейства Чайные (Theaceae) порядка Верескоцветные (Ericales). Раньше этот вид под именем Thea sinensis L. входил в род Thea L.
|  |                                      |  |                                                             |                                                             |                  |  | ещё 21 семейство (согласно Системе APG IV) | ещё 21 семейство (согласно Системе APG IV)      |                                                 |  |  |  | ещё 230 видов |
|  |                                      |  |                                                             |                                                             |                  |  | ещё 21 семейство (согласно Системе APG IV) | ещё 21 семейство (согласно Системе APG IV)      |                                                 |  |  |  | ещё 230 видов |
|  |                                      |  |                                                             | порядок Верескоцветные                                      |                  |  |                                            |                                                 | род Камелия                                     |  |  |  |               |
|  |                                      |  |                                                             | порядок Верескоцветные                                      |                  |  |                                            |                                                 | род Камелия                                     |  |  |  |               |
|  | отдел Цветковые, или Покрытосеменные |  |                                                             |                                                             | семейство Чайные |  |                                            |                                                 | вид Камелия китайская                           |  |  |  |               |
|  | отдел Цветковые, или Покрытосеменные |  |                                                             |                                                             | семейство Чайные |  |                                            |                                                 |                                                 |  |  |  |               |
|  |                                      |  | ещё 62 порядка цветковых растений (согласно Системе APG IV) | ещё 62 порядка цветковых растений (согласно Системе APG IV) |                  |  |                                            | ещё от 8 родов, в том числе Гордония и Стюартия | ещё от 8 родов, в том числе Гордония и Стюартия |  |  |  |               |
|  |                                      |  |                                                             | ещё 62 порядка цветковых растений (согласно Системе APG IV) |                  |  |                                            |                                                 | ещё от 8 родов, в том числе Гордония и Стюартия |  |  |  |               |

### Разновидности
Вид весьма полиморфный. По результатам изучения различных форм растения введено разделение на две разновидности:
- Camellia sinensis var. assamica (J.W.Mast.) Kitam. — ассамский чай и другие индийские разновидности

- [syn.  Camellia assamica (Mast.) Hung T.Chang]
- [syn.  Camellia theifera Griff.]

- Camellia sinensis var. sinensis — китайская и японская разновидности

- [syn.  Camellia thea Link]
- [syn.  Thea oleosa Lour.]
- [syn.  Thea sinensis L.]